# Paris Sport

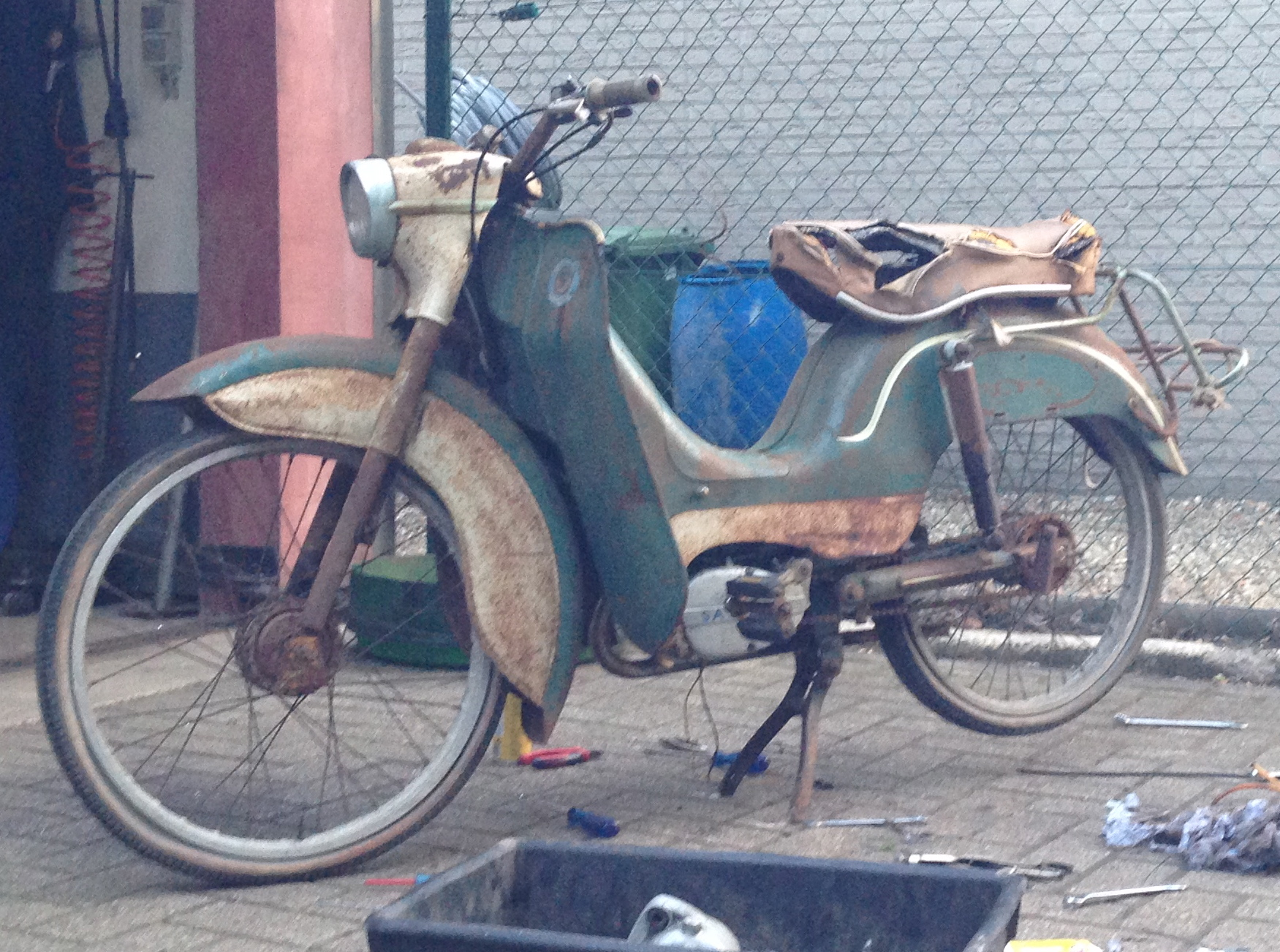
Paris Sport brommer van 1959 met een 50cc sachs motor

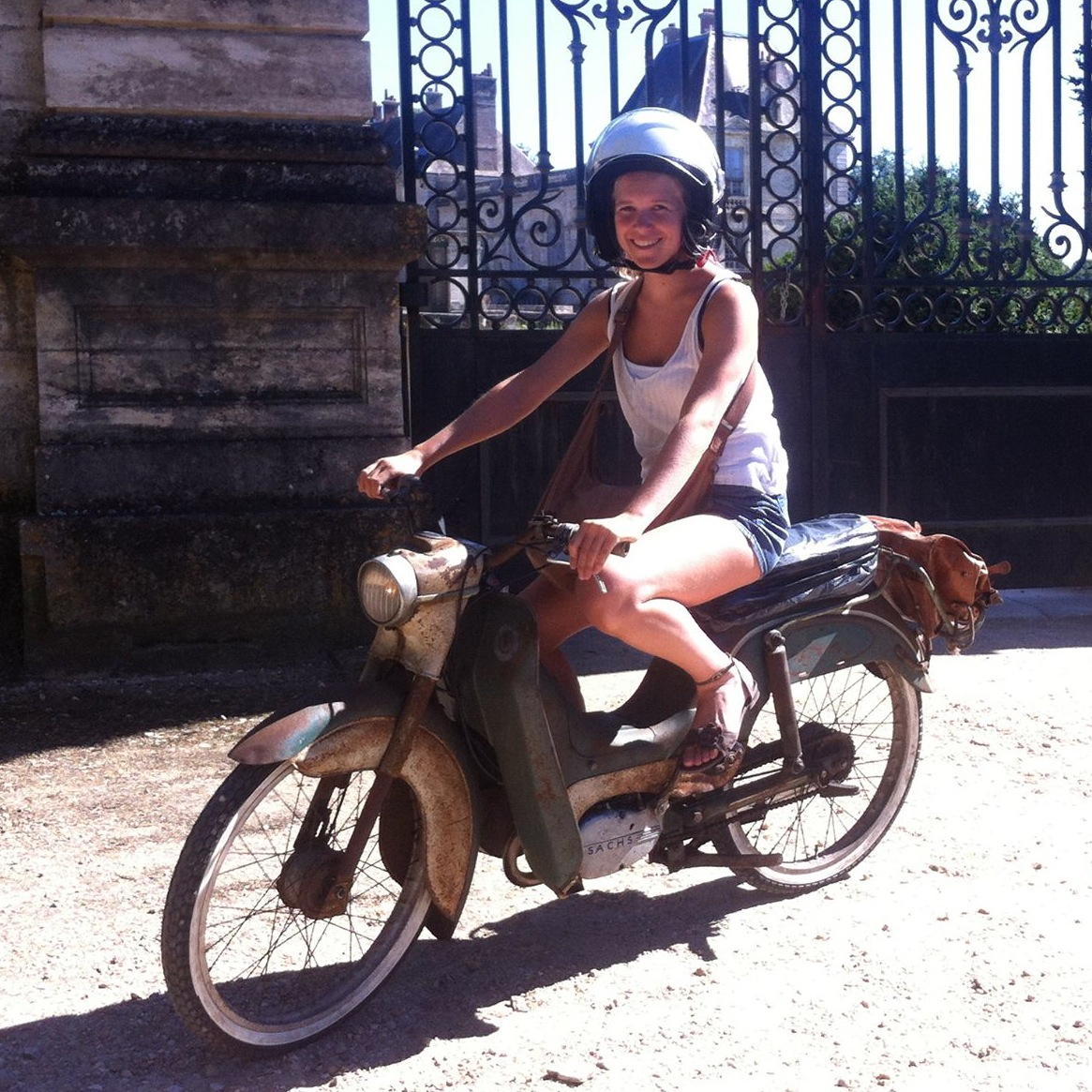
Paris Sport 50cc

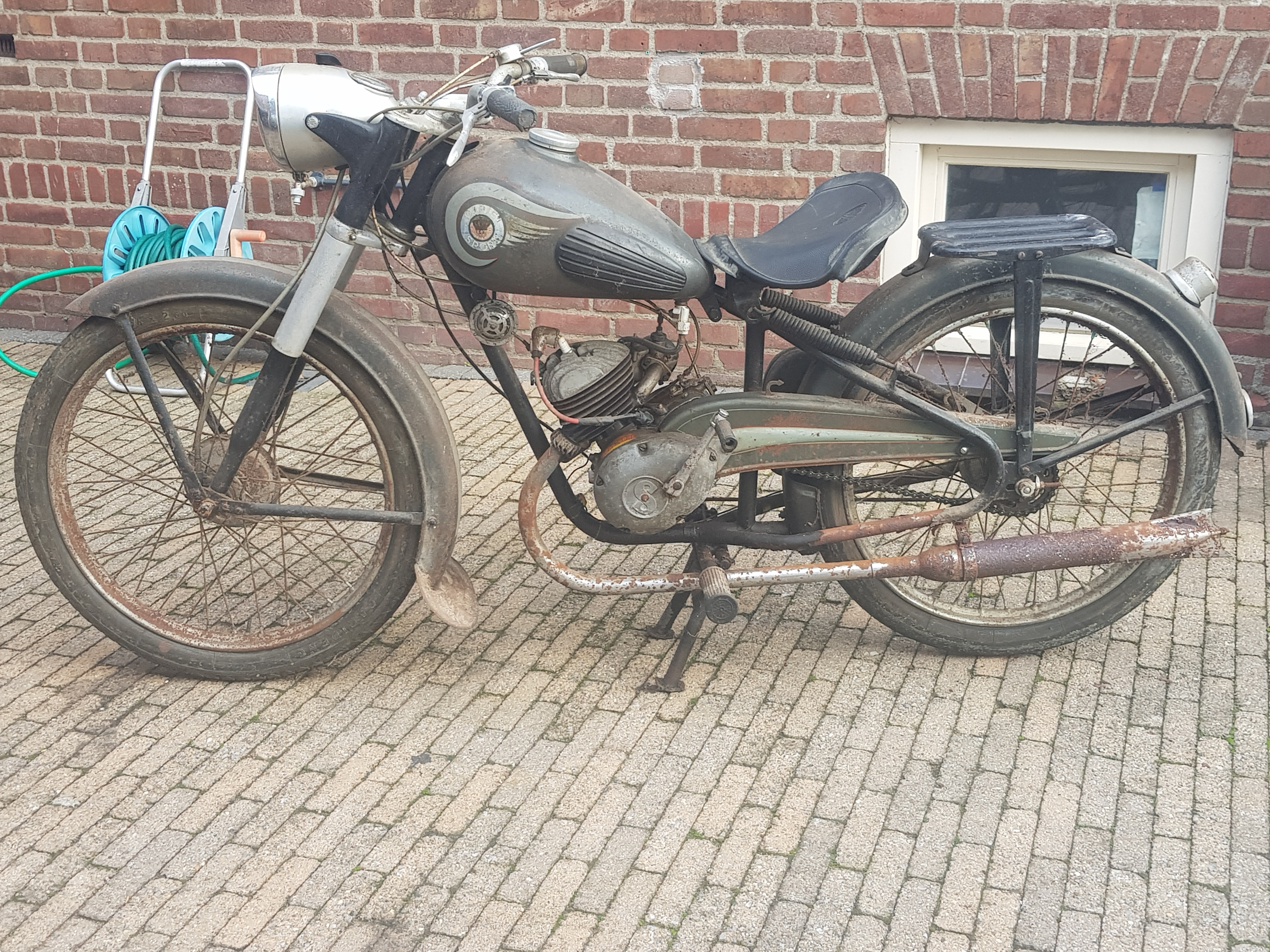
Paris Sport 98cc uit 1958

Paris Sport is een Belgisch historisch merk van fietsen en bromfietsen.
Onder deze merknaam maakte de firma Moers uit Sint-Truiden in de jaren veertig fietsen.
Na de Tweede Wereldoorlog kwamen er ook gemotoriseerde fietsen met een 98 cc Sachs-tweetaktmotor.
Vanaf 1953 produceerde men ook 50 cc bromfietsen met Sachs- en in enkele gevallen ILO-tweetaktmotoren. De productie eindigde in 1960.
Nu is de oude fietsenfabriek Paris-Sport herrezen in een restaurant met dezelfde naam: Paris sport.
Update: het restaurant blijkt al niet meer te bestaan.
Men maakte motoren met eerst 74cc motorblokken en later 98cc.